# Ratamosa
Ratamosa è un census-designated place degli Stati Uniti d'America, situato nella contea di Cameron dello Stato del Texas. Fa parte dell'area metropolitana di Brownsville–Harlingen.

## Geografia fisica
Ratamosa è situata a 26°12′24″N 97°50′59″W (26.206570, -97.849640).
Secondo lo United States Census Bureau, ha un'area totale di 2,0 miglia quadrate (5,2 km²).

## Società

### Evoluzione demografica
Secondo il censimento del 2000, c'erano 218 persone, 71 nuclei familiari, e 56 famiglie residenti nella città. La densità di popolazione era di 108,5 persone per miglio quadrato (41,9/km²). C'erano 115 unità abitative a una densità media di 57,2 per miglio quadrato (22,1/km²). La composizione etnica della città era formata dall'81,19% di bianchi, l'1.83% di nativi americani, il 16,51% di altre razze, e lo 0,46% di due o più etnie. Ispanici o latinos di qualunque razza erano il 73,39% della popolazione.
C'erano 71 nuclei familiari di cui il 31,0% avevano figli di età inferiore ai 18 anni, il 62,0% erano coppie sposate conviventi, il 9,9% aveva un capofamiglia femmina senza marito, e il 21,1% erano non-famiglie. Il 15,5% di tutti i nuclei familiari erano individuali e il 5,6% aveva componenti con un'età di 65 anni o più che vivevano da soli. Il numero di componenti medio di un nucleo familiare era di 3,07 e quello di una famiglia era di 3,46.
La popolazione era composta dal 26,6% di persone sotto i 18 anni, l'8.7% di persone dai 18 ai 24 anni, il 25,2% di persone dai 25 ai 44 anni, il 26,6% di persone dai 45 ai 64 anni, e il 12,8% di persone di 65 anni o più. L'età media era di 37 anni. Per ogni 100 femmine c'erano 86,3 maschi. Per ogni 100 femmine dai 18 anni in giù, c'erano 95,1 maschi.
Il reddito medio di un nucleo familiare era di 85.000 dollari, e quello di una famiglia era di 85.000 dollari. I maschi avevano un reddito medio pro capite di 51.667 dollari contro gli 8.250 dollari delle femmine. Il reddito medio pro capite era di 22.302 dollari. Circa il 21,7% delle famiglie e il 25,6% della popolazione erano sotto la soglia di povertà, incluso nessuno sotto i 18 anni di età e il 56,7% di persone di 65 anni o più.